# Хенци, Генрих
Генрих Хенци, с 1844 года Генрих Хенци Эдлер фон Артурм (нем. Heinrich Hentzi von Arthurm; 24 октября 1785, Дебрецен, Австрийская империя — 21 мая 1849, Буда) — австро-венгерский военачальник, генерал-майор.

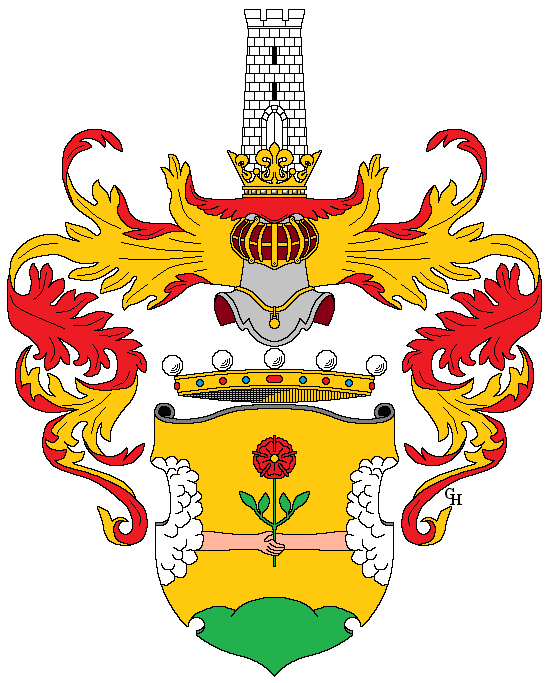
Герб Генриха Хенци Эдлера фон Артурма

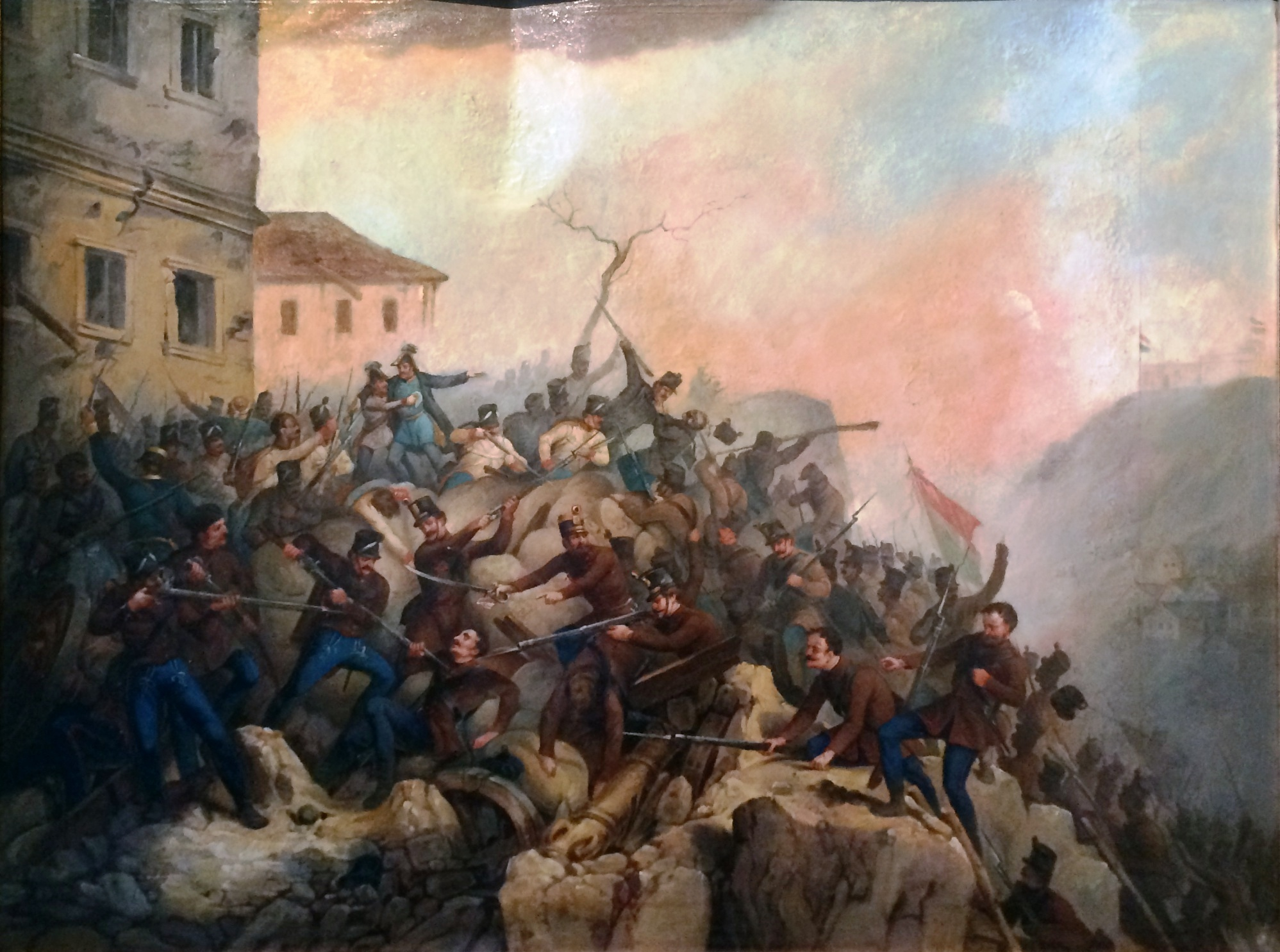
Осада Буды

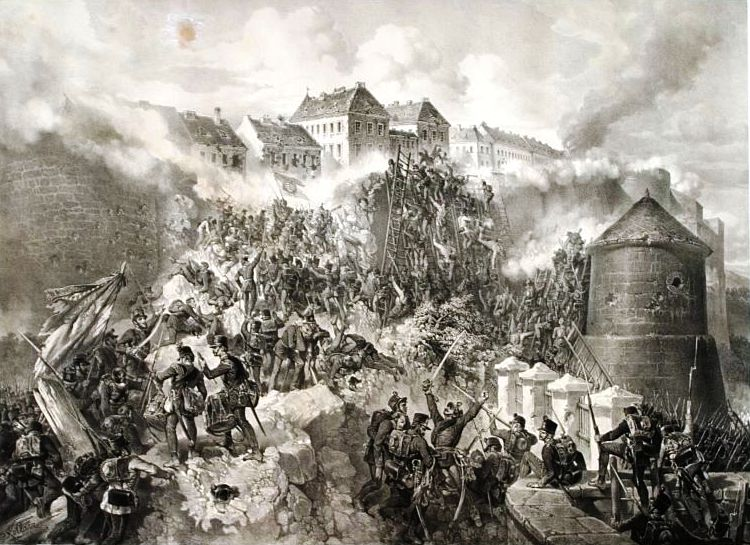
Осада Буды

## Биография
Венгр по происхождению. На службе в австрийской армии с сентября 1804 года, первоначально служил в инженерных подразделениях. В 1805 году был произведён в капитан-лейтенанты .
Участник Войны шестой коалиции против Наполеона Бонапарта. Принимал участие в Освободительной войне в Германии.
В начале войны служил в Оломоуцкой крепости. Позже ему было поручено расширение крепости Коморн. Принял участие в нескольких операциях у Житного острова на Дунае, за что получил похвалу от командования. В январе 1814 года принял участие во Франции в блокаде Осона, в сражениях при Сент-Джордже, Лионе и Ворепе. После окончания наполеоновских войн произведен в майоры в 1828 году, затем — в подполковники (1834), в полковники (1841) С 1842 года назначен командиром сапёрного корпуса.
За свои военные успехи был возведен в июне 1844 года в потомственное австрийское дворянство. В мае 1848 г. получил чин генерал-майора.
Позже назначен комендантом Петроварадинской крепости на Дунае напротив города Нови-Сад.
После начала революции 1848—1849 годов в Венгрии отказался перейти на сторону венгерских повстанцев, оставаясь верным императору.
Находился под наблюдением инсургентов за отказ перейти на сторону Венгрии. В декабре 1848 года под конвоем доставлен в Будапешт, чтобы предстать перед судом. Однако в январе 1849 года был освобожден.

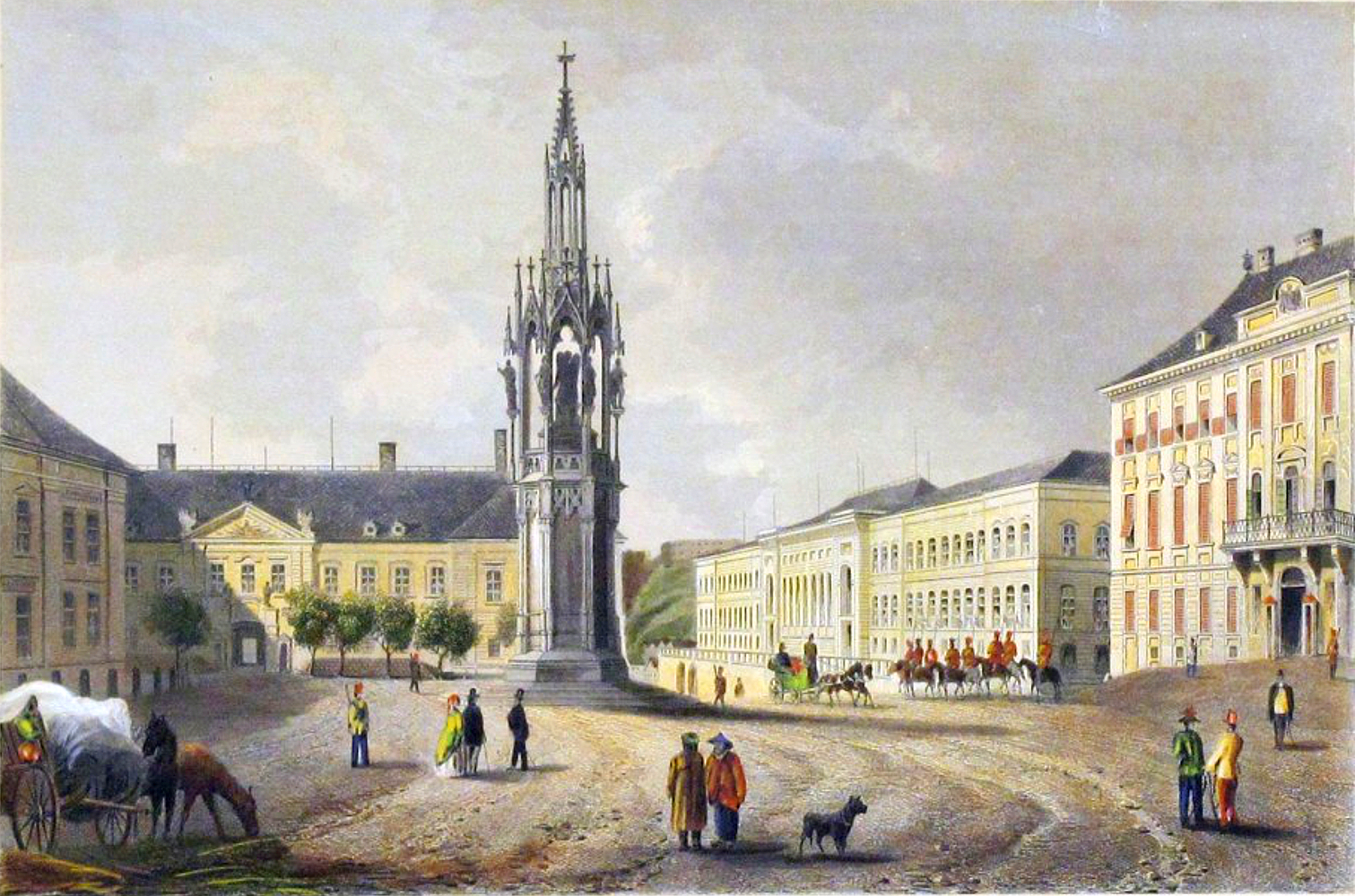
Памятник Г. Хенци в замке Буда

Когда австрийские войска эвакуировали Пешт, Хенци организовал оборону на будайской стороне реки, став комендантом и командиром гарнизона Будайской крепости. Выдерживав венгерскую осаду Буды более месяца, Хенци отказался капитулировать. Генерал Венгерской революционной армии Артур Гёргей намекая на его мадьярское происхождение, обратился к Хенци, пытаясь добиться его капитуляции, но тот ответил, что, хотя он действительно родился в Венгрии, его лояльность императору остаётся в силе. Хенци был технически хорошо подготовленным офицером и укрепил старые бастионы и стены, а также построил свайную защиту для акведука, которую он соединил с плацдармом у Цепного моста в Буде. На стенах и в укреплениях он разместил 85, а позднее 92 орудия. Гарнизон состоял из австрийских и большого количества (в основном призванных) итальянских солдат. 24 апреля, когда корпус Елачича покинул столицу и направился в южную Венгрию, Хенци сжёг понтонный мост через Дунай.
Хенци фон Артурму удалось отразить 20 атак повстанцев, прежде чем 21 мая 1849 года венгры смогли взобраться на стены крепости. В этих стычках Хенци, за голову которого было обещано 5000 гульденов, был смертельно ранен и через 15 часов скончался. В конце концов, он смог удерживать крепость в течение 17 дней с 5000 обороняющихся против 30 000 атакующих венгров.
В июле 1852 года в присутствии императора Франца Иосифа I был торжественно открыт памятник Хенци, высотой 20,8 метра и весом 1200 центнеров, что вызвало большое неудовольствие венгерских националистов. В 1872 году памятник сняли и перенесли в пехотное юнкерское училище в Леопольдифельде. После падения династии Габсбургов в октябре 1918 года памятник был уничтожен, а его остатки проданы частным коллекционерам.